# Jason Sears
Jason Kemper Sears (23 januari 1968 - 31 januari 2006) was een Amerikaanse zanger die vooral bekend was voor zijn werk in de punkband Rich Kids on LSD, waar hij voor zong van 1982 tot en met 1989 en daarna van 1994 tot 2006. Daarnaast was Sears voor een bepaalde tijd ook een professioneel snowboarder.

## Carrière
In 1982 richtte Sears samen met anderen de band Rich Kids on LSD (RKL) op. Hij bleef met deze band spelen tot 1989, toen de band voor de eerste keer tijdelijk uit elkaar ging. De band werd weer heropgericht in 1992, maar Sears kwam pas terug in 1994. De band ging weer uit elkaar in 1995, en kwam weer bijeen in 2002, ditmaal wel met Sears.
In 2000 werkte Sears mee aan Strait Up, een tributealbum in nagedachtenis van Lynn Strait, de overleden zanger van de band Snot. Sears verzorgde de zangpartijen op het nummer "Until Next Time".
In 2005 zong Sears met de punkband Mercury Legion op het album Jason Sears and Mercury Legion. Dit album bevat 13 nummers van Sears samen met Mercury Legion, een band uit San Diego, en een twintigtal covers van nummers van RKL door andere bands.
Sears overleed in 2006 in een ontwenningskliniek in het Mexicaanse Tijuana aan een longtrombose. Als tribuut aan Sears wordt hij door NOFX genoemd in het nummer "Doornails" op het album Wolves in Wolves' Clothing (2006).

## Discografie
| Jaar | Titel                                 | Label     | Met              |
| ---- | ------------------------------------- | --------- | ---------------- |
| 1985 | Keep Laughing                         | Mystic    | Rich Kids on LSD |
| 1987 | Rock 'n Roll Nightmare                | Alchemy   | Rich Kids on LSD |
| 1988 | Double Live in Berlin                 | Destiny   | Rich Kids on LSD |
| 1989 | Revenge is a Beautiful Feeling        | Destiny   | Rich Kids on LSD |
| 1989 | The Best of RKL on Mystic Records     | Mystic    | Rich Kids on LSD |
| 1994 | Riches to Rags                        | Epitaph   | Rich Kids on LSD |
| 1997 | Still Flailing After All These Beers! | Epitaph   | Rich Kids on LSD |
| 2001 | Keep Laughing: The Best of... RKL     | Mystic    | Rich Kids on LSD |
| 2005 | Jason Sears and Mercury Legion        | Malt Soda | Mercury Legion   |
| 2010 | Come on in, the Water's Fine          | Malt Soda | Rich Kids on LSD |